# Ceratophora
Ceratophora é um gênero de lagartos da família Agamidae nativos do Sri Lanka e notáveis devido ao chifre que possuem na ponta do focinho.

## Espécies
- Ceratophora aspera
- Ceratophora erdeleni
- Ceratophora karu
- Ceratophora stoddartii
- Ceratophora tennentii